# Чемпионат СССР по водному поло 1976
XXXVI чемпионат СССР по водному поло (XXXII чемпионат для клубных команд) проходил с 13 марта по 7 октября 1976 года. Победителем турнира стала команда ЦСК ВМФ.

## Общая информация
В чемпионате участвовали 12 команд высшей лиги класса «А». На предварительном этапе они провели однокруговой турнир, по итогам которого разделились на две финальные группы и разыграли 1—6-е и 7—12-е места. Игры в финальных группах проходили в два круга; в турнирных таблицах учитывались все результаты, показанные командами на предварительном этапе.
Действующий чемпион, команда ЦСК ВМФ, ещё сильнее укрепила свой состав благодаря переходам защитника Виталия Романчука и полузащитника Николая Мельникова из МГУ, вратаря Анатолия Клебанова из минского «Буревестника» и молодого полузащитника Андрея Павлова из московского «Динамо». На протяжении всего сезона моряки под руководством Александра Шидловского возглавляли турнирную таблицу и выиграли второе подряд золото за два тура до конца чемпионата. Серебряным призёром впервые стало киевское «Динамо», на предварительном этапе шедшее вровень с ЦСК ВМФ, но не составившее ему конкуренцию в финальных играх, а бронзовые награды выиграли ватерполисты МГУ. В ноябре — декабре 1976 года ведущие московские клубы выиграли все европейские трофеи: МГУ стал победителем Кубка обладателей кубков, ЦСК ВМФ выиграл Кубок европейских чемпионов и одержал победу над студентами в розыгрыше Суперкубка Европы.
По итогам чемпионата алма-атинский «Енбек» и львовское «Динамо» покинули высшую лигу. В следующем сезоне их заменили победители первой группы — московское «Торпедо» и харьковский «Локомотив».

## Предварительные игры

### Турнирная таблица
|                           | 1    | 2   | 3   | 4   | 5    | 6   | 7    | 8    | 9   | 10   | 11   | 12   | И  | В  | Н | П  | М     | О  |
| ------------------------- | ---- | --- | --- | --- | ---- | --- | ---- | ---- | --- | ---- | ---- | ---- | -- | -- | - | -- | ----- | -- |
| 1. ЦСК ВМФ (Москва)       |      | 5:5 | 7:5 | 5:4 | 8:3  | 7:3 | 8:4  | 7:3  | 6:4 | 12:3 | 11:3 | 9:3  | 11 | 10 | 1 | 0  | 85:40 | 21 |
| 2. «Динамо» (Киев)        | 5:5  |     | 6:5 | 8:7 | 5:4  | 4:3 | 5:4  | 8:5  | 8:4 | 9:5  | 6:4  | 7:4  | 11 | 10 | 1 | 0  | 71:50 | 21 |
| 3. ККФ (Баку)             | 5:7  | 5:6 |     | 2:2 | 3:2  | 2:2 | 4:3  | 7:6  | 6:4 | 6:5  | 6:3  | 5:3  | 11 | 7  | 2 | 2  | 51:43 | 16 |
| 4. МГУ (Москва)           | 4:5  | 7:8 | 2:2 |     | 4:4  | 7:7 | 6:3  | 6:5  | 4:3 | 4:2  | 6:1  | 5:3  | 11 | 6  | 3 | 2  | 55:43 | 15 |
| 5. «Динамо» (Москва)      | 3:8  | 4:5 | 2:3 | 4:4 |      | 7:6 | 9:9  | 3:4  | 6:5 | 7:5  | 6:4  | 10:3 | 11 | 5  | 2 | 4  | 61:56 | 12 |
| 6. «Динамо» (Тбилиси)     | 3:7  | 3:4 | 2:2 | 7:7 | 6:7  |     | 7:5  | 6:5  | 3:4 | 8:4  | 4:4  | 6:1  | 11 | 4  | 3 | 4  | 55:50 | 11 |
| 7. «Москвич» (Москва)     | 4:8  | 4:5 | 3:4 | 3:6 | 9:9  | 5:7 |      | 10:3 | 7:3 | 3:2  | 6:3  | 5:4  | 11 | 5  | 1 | 5  | 59:54 | 11 |
| 8. «Мехнат» (Ташкент)     | 3:7  | 5:8 | 6:7 | 5:6 | 4:3  | 5:6 | 3:10 |      | 7:2 | 2:1  | 6:5  | 5:4  | 11 | 5  | 0 | 6  | 51:59 | 10 |
| 9. «Динамо» (Алма-Ата)    | 4:6  | 4:8 | 4:6 | 3:4 | 5:6  | 4:3 | 3:7  | 2:7  |     | 9:8  | 6:2  | 8:5  | 11 | 4  | 0 | 7  | 52:62 | 8  |
| 10. «Спартак» (Волгоград) | 3:12 | 5:9 | 5:6 | 2:4 | 5:7  | 4:8 | 2:3  | 1:2  | 8:9 |      | 7:6  | 5:2  | 11 | 2  | 0 | 9  | 47:68 | 4  |
| 11. «Енбек» (Алма-Ата)    | 3:11 | 4:6 | 3:6 | 1:6 | 4:6  | 4:4 | 3:6  | 5:6  | 2:6 | 6:7  |      | 5:3  | 11 | 1  | 1 | 9  | 40:67 | 3  |
| 12. «Динамо» (Львов)      | 3:9  | 4:7 | 3:5 | 3:5 | 3:10 | 1:6 | 4:5  | 4:5  | 5:8 | 2:5  | 3:5  |      | 11 | 0  | 0 | 11 | 35:70 | 0  |

### Матчи
Тбилиси, бассейн республиканского спорткомитета

1-й тур. 13 марта
- МГУ — «Спартак» — 4:2
- «Динамо» К — «Енбек» — 6:4
- «Динамо» Тб — «Мехнат» — 6:5

2-й тур. 14 марта
- «Спартак» — «Енбек» — 7:6
- «Динамо» К — «Мехнат» — 8:5
- «Динамо» Тб — МГУ — 7:7

3-й тур. 15 марта
- «Динамо» К — «Спартак» — 9:5
- МГУ — «Мехнат» — 6:5
- «Енбек» — «Динамо» Тб — 4:4

4-й тур. 17 марта
- МГУ — «Енбек» — 6:1
- «Мехнат» — «Спартак» — 2:1
- «Динамо» К — «Динамо» Тб — 4:3

5-й тур. 18 марта
- «Динамо» К — МГУ — 8:7
- «Мехнат» — «Енбек» — 6:5
- «Динамо» Тб — «Спартак» — 8:4

Баку, бассейн СКА

1-й тур. 13 марта
- «Динамо» М — «Динамо» Лв — 10:3
- ЦСК ВМФ — «Москвич» — 8:4
- ККФ — «Динамо» А-А — 6:4

2-й тур. 14 марта
- «Динамо» А-А — «Динамо» Лв — 8:5
- «Москвич» — «Динамо» М — 9:9
- ЦСК ВМФ — ККФ — 7:5

3-й тур. 15 марта
- ЦСК ВМФ — «Динамо» А-А — 6:4
- «Москвич» — «Динамо» Лв — 5:4
- ККФ — «Динамо» М — 3:2

4-й тур. 17 марта
- «Динамо» М — «Динамо» А-А — 6:5
- ЦСК ВМФ — «Динамо» Лв — 9:3
- ККФ — «Москвич» — 4:3

5-й тур. 18 марта
- ЦСК ВМФ — «Динамо» М — 8:3
- «Москвич» — «Динамо» А-А — 7:3
- ККФ — «Динамо» Лв — 5:3

Киев, бассейн «Динамо»

6-й тур. 13 апреля
- «Динамо» М — «Динамо» Тб — 7:6
- МГУ — «Москвич» — 6:3
- ККФ — «Енбек» — 6:3
- ЦСК ВМФ — «Спартак» — 12:3
- «Мехнат» — «Динамо» Лв — 5:4
- «Динамо» К — «Динамо» А-А — 8:4

7-й тур. 14 апреля
- МГУ — ККФ — 2:2
- «Динамо» А-А — «Енбек» — 6:2
- «Спартак» — «Динамо» Лв — 5:2
- «Мехнат» — «Динамо» М — 4:3
- «Динамо» Тб — «Москвич» — 7:5
- «Динамо» К — ЦСК ВМФ — 5:5

8-й тур. 15 апреля
- ЦСК ВМФ — «Енбек» — 11:3
- «Москвич» — «Мехнат» — 10:3
- «Динамо» М — «Спартак» — 7:5
- ККФ — «Динамо» Тб — 2:2
- МГУ — «Динамо» А-А — 4:3
- «Динамо» К — «Динамо» Лв — 7:4

9-й тур. 17 апреля
- «Енбек» — «Динамо» Лв — 5:3
- «Москвич» — «Спартак» — 3:2
- ККФ — «Мехнат» — 7:6
- ЦСК ВМФ — МГУ — 5:4
- «Динамо» А-А — «Динамо» Тб — 4:3
- «Динамо» К — «Динамо» М — 5:4

10-й тур. 18 апреля
- ККФ — «Спартак» — 6:5
- «Динамо» К — «Москвич» — 5:4
- «Динамо» М — «Енбек» — 6:4
- МГУ — «Динамо» Лв — 5:3
- ЦСК ВМФ — «Динамо» Тб — 7:3
- «Мехнат» — «Динамо» А-А — 7:2

11-й тур. 19 апреля
- ЦСК ВМФ — «Мехнат» — 7:3
- «Динамо» К — ККФ — 6:5
- «Динамо» А-А — «Спартак» — 9:8
- МГУ — «Динамо» М — 4:4
- «Москвич» — «Енбек» — 6:3
- «Динамо» Тб — «Динамо» Лв — 6:1

## Финал за 1—6-е места

### Турнирная таблица
|                       | 1       | 2       | 3       | 4       | 5        | 6        | И  | В  | Н | П  | М       | О  |
| --------------------- | ------- | ------- | ------- | ------- | -------- | -------- | -- | -- | - | -- | ------- | -- |
| 1. ЦСК ВМФ (Москва)   |         | 4:3 5:2 | 6:4 5:5 | 8:6 9:4 | 5:4 2:3  | 7:2 9:3  | 21 | 18 | 2 | 1  | 145:76  | 38 |
| 2. «Динамо» (Киев)    | 3:4 2:5 |         | 4:6 3:3 | 5:2 5:5 | 6:4 5:2  | 5:5 4:4  | 21 | 13 | 5 | 3  | 113:90  | 31 |
| 3. МГУ (Москва)       | 4:6 5:5 | 6:4 3:3 |         | 5:5 4:3 | 6:5      | 7:5 5:5  | 21 | 11 | 7 | 3  | 106:89  | 29 |
| 4. ККФ (Баку)         | 6:8 4:9 | 2:5 5:5 | 5:5 3:4 |         | 4:3 4:4  | 7:4 8:7  | 21 | 10 | 5 | 6  | 99:97   | 25 |
| 5. «Динамо» (Москва)  | 4:5 3:2 | 4:6 2:5 | 5:6     | 3:4 4:4 |          | 9:10 9:4 | 21 | 7  | 3 | 11 | 109:108 | 17 |
| 6. «Динамо» (Тбилиси) | 2:7 3:9 | 5:5 4:4 | 5:7 5:5 | 4:7 7:8 | 10:9 4:9 |          | 21 | 5  | 6 | 10 | 104:120 | 16 |

### Матчи
Челябинск, бассейн «Электрометаллург»
12-й тур. 2 сентября
- ЦСК ВМФ — «Динамо» Тб — 7:2
- «Динамо» К — «Динамо» М — 6:4
- ККФ — МГУ — 5:5

13-й тур. 3 сентября
- ККФ — «Динамо» Тб — 7:4
- МГУ — «Динамо» М — 6:5
- ЦСК ВМФ — «Динамо» К — 4:3

14-й тур. 4 сентября
- ККФ — «Динамо» М — 4:3
- ЦСК ВМФ — МГУ — 6:4
- «Динамо» К — «Динамо» Тб — 5:5

15-й тур. 6 сентября
- ЦСК ВМФ — ККФ — 8:6
- МГУ — «Динамо» К — 6:4
- «Динамо» Тб — «Динамо» М — 10:9

16-й тур. 7 сентября
- «Динамо» К — ККФ — 5:2
- ЦСК ВМФ — «Динамо» М — 5:4
- МГУ — «Динамо» Тб — 7:5

Москва, бассейн ЦСКА
17-й тур. 2 октября
- ЦСК ВМФ — ККФ — 9:4
- МГУ — «Динамо» К — 3:3
- «Динамо» М — «Динамо» Тб — 9:4

18-й тур. 3 октября
- ЦСК ВМФ — «Динамо» Тб — 9:3
- «Динамо» К — «Динамо» М — 5:2
- МГУ — ККФ — 4:3

19-й тур. 4 октября
- ККФ — «Динамо» Тб — 8:7
- МГУ — «Динамо» М — 6:5
- ЦСК ВМФ — «Динамо» К — 5:2

20-й тур. 6 октября
- ККФ — «Динамо» М — 4:4
- МГУ — ЦСК ВМФ — 5:5
- «Динамо» К — «Динамо» Тб — 4:4

21-й тур. 7 октября
- «Динамо» К — ККФ — 5:5
- «Динамо» М — ЦСК ВМФ — 3:2
- МГУ — «Динамо» Тб — 5:5

## Финал за 7—12-е места

### Турнирная таблица
|                           | 7        | 8        | 9       | 10      | 11       | 12       | И  | В  | Н | П  | М       | О  |
| ------------------------- | -------- | -------- | ------- | ------- | -------- | -------- | -- | -- | - | -- | ------- | -- |
| 7. «Москвич» (Москва)     |          | 3:2 4:5  | 5:5 3:3 | 2:4 7:6 | 4:4 11:4 | 4:7 4:2  | 21 | 9  | 4 | 8  | 106:96  | 22 |
| 8. «Динамо» (Алма-Ата)    | 2:3 5:4  |          | 4:3 5:6 | 6:7 8:6 | 6:5      | 5:5 10:2 | 21 | 10 | 1 | 10 | 109:108 | 21 |
| 9. «Мехнат» (Ташкент)     | 5:5 3:3  | 3:4 6:5  |         | 4:6 ?   | 6:6 ?    | 3:2 ?    | 21 |    |   |    |         | 20 |
| 10. «Спартак» (Волгоград) | 4:2 6:7  | 7:6 6:8  | 6:4 ?   |         | 8:5 ?    | 5:3 ?    | 21 |    |   |    |         | 17 |
| 11. «Енбек» (Алма-Ата)    | 4:4 4:11 | 5:6      | 6:6 ?   | 5:8 ?   |          | 3:3 ?    | 21 |    |   |    |         | 9  |
| 12. «Динамо» (Львов)      | 7:4 2:4  | 5:5 2:10 | 2:3 ?   | 3:5 ?   | 3:3 ?    |          | 21 |    |   |    |         | 6  |

### Матчи
Волгоград, бассейн «Спартак»
12-й тур. 26 августа
- «Динамо» А-А — «Енбек» — 6:5
- «Москвич» — «Динамо» Лв — 7:4
- «Спартак» — «Мехнат» — 6:4

13-й тур. 27 августа
- «Динамо» А-А — «Мехнат» — 4:3
- «Москвич» — «Енбек» — 4:4
- «Спартак» — «Динамо» Лв — 5:3

14-й тур. 28 августа
- «Енбек» — «Мехнат» — 6:6
- «Динамо» А-А — «Динамо» Лв — 5:5
- «Спартак» — «Москвич» — 4:2

15-й тур. 29 августа
- «Динамо» Лв — «Енбек» — 3:3
- «Мехнат» — «Москвич» — 5:5
- «Спартак» — «Динамо» А-А — 7:6

16-й тур. 31 августа
- «Мехнат» — «Динамо» Лв — 3:2
- «Москвич» — «Динамо» А-А — 3:2
- «Спартак» — «Енбек» — 8:5

Алма-Ата, бассейн спорткомплекса «Медео»
17-й тур. 24 сентября
- «Динамо» А-А — «Енбек» — 6:5
- «Москвич» — «Динамо» Лв — 4:2
- «Спартак» — «Мехнат»

18-й тур. 25 сентября
- «Мехнат» — «Динамо» А-А — 6:5
- «Москвич» — «Енбек» — 11:4
- «Спартак» — «Динамо» Лв

19-й тур. 26 сентября
- «Динамо» А-А — «Динамо» Лв — 10:2
- «Москвич» — «Спартак» — 7:6
- «Енбек» — «Мехнат»

20-й тур. 28 сентября
- «Мехнат» — «Москвич» — 3:3
- «Динамо» А-А — «Спартак» — 8:6
- «Динамо» Лв — «Енбек»

21-й тур. 29 сентября
- «Динамо» А-А — «Москвич» — 5:4
- «Мехнат» — «Динамо» Лв
- «Спартак» — «Енбек»

## Призёры
ЦСК ВМФ: Владимир Акимов, Алексей Гаргонов, Александр Долгушин, Владимир (Вадим) Жмудский, Александр Кабанов, Анатолий Клебанов, Николай Мельников, Андрей Павлов, Виталий Романчук, Вячеслав Собченко, Александр Фролов, Андрей Фролов. Тренер — Александр Шидловский.
 «Динамо» (Киев): Алексей Баркалов, Георгий Бондаренко, Сергей Боржковский, Александр Войтович, Александр Захаров, Сергей Ковалёв, Виталий Рожков, Василий Слюсарь, Дмитрий Шарапов. Тренер — Михаил Авдеев.
 МГУ: Эдуард Александров, Алексей Бурков, Александр Древаль, Юрий Заикин, Юрий Митянин, Нугзар Мшвениерадзе, Валерий Пушкарёв, Майт Рийсман, Леонид Тищенко. Тренер — Михаил Рыжак.